# Washington D.C. Area Film Critics Association Awards 2017

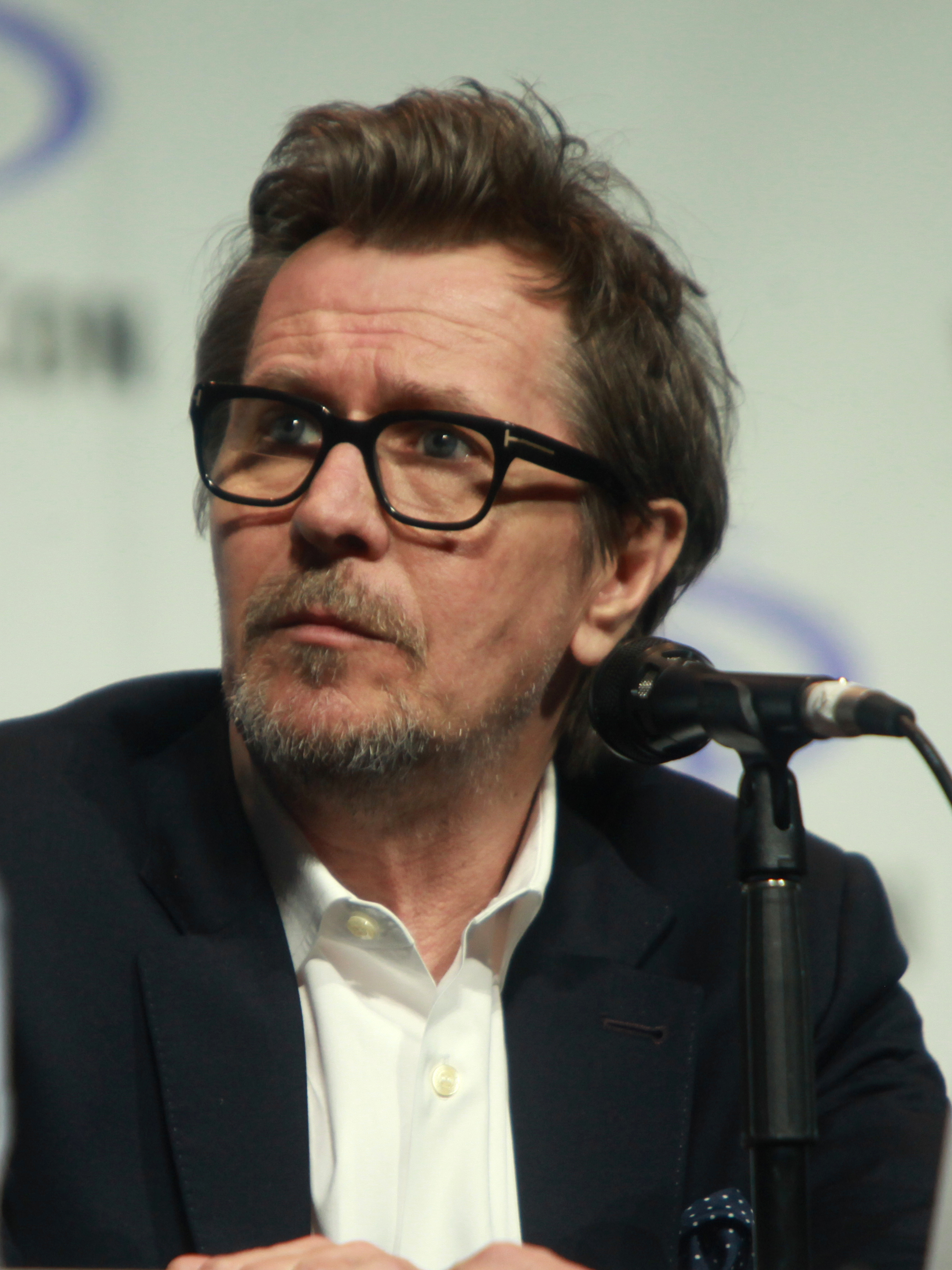
Gary Oldman vítěz v kategorii nejlepší herec v hlavní roli

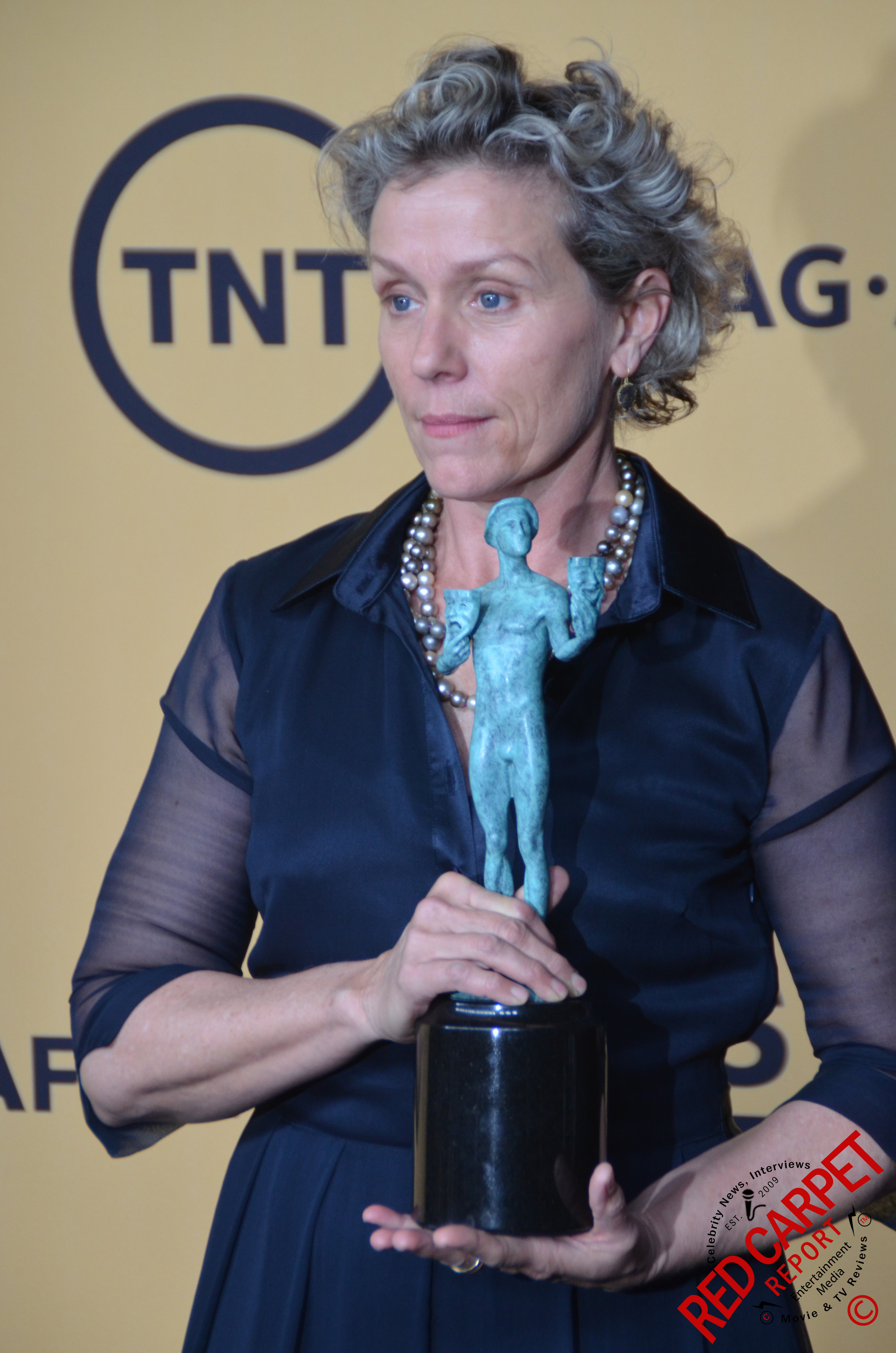
Frances McDormandová vítězka v kategorii nejlepší herečka v hlavní roli

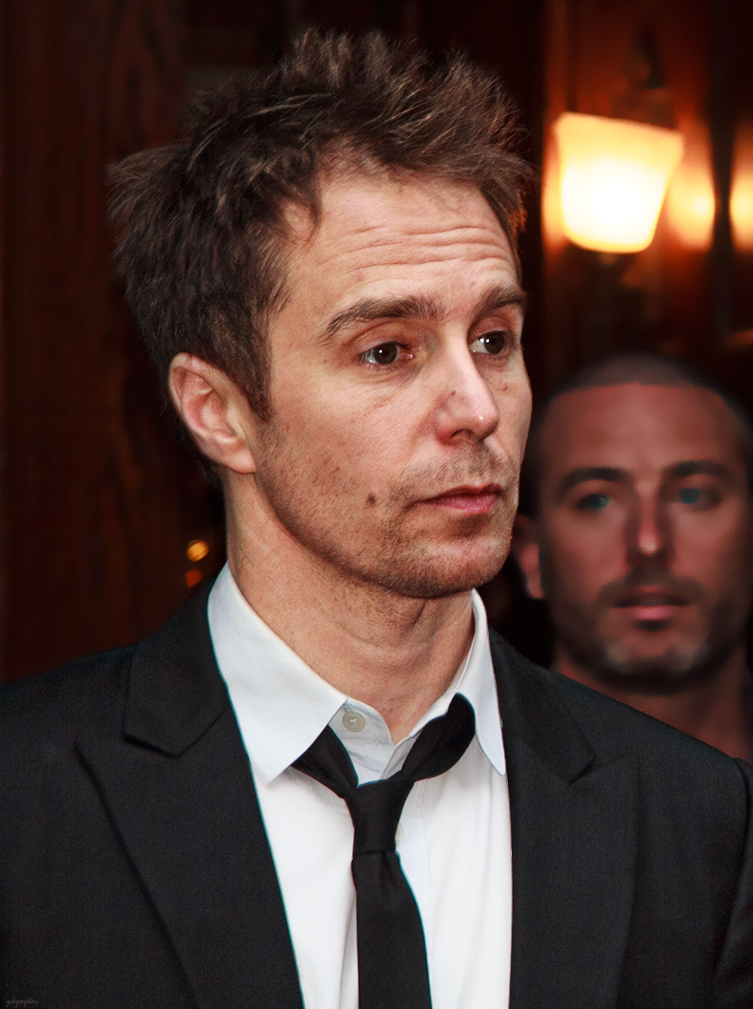
Sam Rockwell vítěz v kategorii nejlepší herec ve vedlejší roli

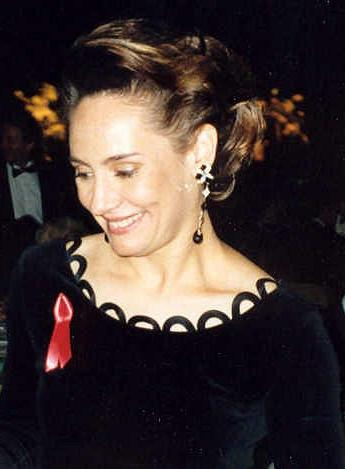
Laurie Metcalf vítězka v kategorii nejlepší herečka ve vedlejší roli

16. ročník předávání cen asociace Washington D.C. Area Film Critics Association se konal dne 8. prosince 2017. Nominace byly oznámeny dne 6. prosince 2017.

## Vítězové a nominovaní

### Nejlepší film
Uteč
- Lady Bird
- Tři billboardy kousek za Ebbingem
- Dej mi své jméno
- Dunkerk

### Nejlepší režisér
Christopher Nolan – Dunkerk
- Guillermo del Toro – Tvář vody
- Dee Rees – Mudbound
- Greta Gerwig – Lady Bird
- Jordan Peele – Uteč

### Nejlepší adaptovaný scénář
Virgil Williams a Dee Rees – Mudbound
- Aaron Sorkin – Velká hra
- James Ivory – Dej mi své jméno
- Scott Neustadter a Michael H. Weber – The Disaster Artist: Úžasný propadák
- Hampton Fancher a Michael Green – Blade Runner 2049

### Nejlepší původní scénář
Jordan Peele – Uteč
- Emily V. Gordon a Kumail Nanjiani – Pěkně blbě
- Guillermo del Toro a Vanessa Taylor – Tvář vody
- Greta Gerwig – Lady Bird
- Martin McDonagh – Tři billboardy kousek za Ebbingem

### Nejlepší herec v hlavní roli
Gary Oldman – Nejtemnější hodina
- Timothée Chalamet – Dej mi své jméno
- James Franco – The Disaster Artist: Úžasný propadák
- Daniel Day-Lewis – Nit z přízraků
- Daniel Kaluuya – Uteč

### Nejlepší herečka v hlavní roli
Frances McDormandová – Tři billboardy kousek za Ebbingem
- Sally Hawkins – Tvář vody
- Saoirse Ronan – Lady Bird
- Margot Robbie – Já, Tonya
- Meryl Streep – Akta Pentagon: Skrytá válka

### Nejlepší herec ve vedlejší roli
Sam Rockwell – Tři billboardy kousek za Ebbingem
- Willem Dafoe – The Florida Project
- Armie Hammer – Dej mi své jméno
- Michael Stuhlbarg – Dej mi své jméno
- Jason Mitchell – Mudbound

### Nejlepší herečka ve vedlejší roli
Laurie Metcalf – Lady Bird
- Holly Hunter – Pěkně blbě
- Mary J. Blige – Mudbound
- Tiffany Haddish – Girls Trip
- Allison Janney – Já, Tonya

### Nejlepší dokument
Jane
- Visages, villages
- Město duchů
- Step
- Nepříjemné pokračování: Nebát se říct pravdu

### Nejlepší cizojazyčný film
120 BPM
- First They Killed My Father
- Čtverec
- Odnikud
- Thelma

### Nejlepší animovaný film
Coco
- Živitel
- Já, padouch 3
- LEGO Batman film
- S láskou Vincent

### Nejlepší hlas
Anthony Gonzales – Coco
- Gael García Bernal – Coco
- Michael Cera – LEGO Batman film
- Will Arnett – LEGO Batman film
- Bradley Cooper – Strážci Galaxie Vol. 2

### Nejlepší kamera
Roger Deakins – Blade Runner 2049 
- Hoyte van Hoytema – Dunkerk
- Dan Laustsen – Tvář vody
- Rachel Morrison – Mudbound
- Sayombhu Mukdeeprom – Dej mi své jméno

### Nejlepší střih
Jonathan Amos a Paul Machliss – Baby Driver
- Lee Smith – Dunkerk
- Sidney Wolinsky – Tvář vody
- Joe Walker – Blade Runner 2049
- Gregory Plotkin – Uteč

### Nejlepší výprava
Alessandra Querzola a Dennis Gassner – Blade Runner 2049
- Paul D. Austerberry, Shane Vieau a Jeffrey A. Melvin – Tvář vody
- Sarah Greenwood a Katie Spencer – Kráska a zvíře
- Nathan Crowley a Gary Fettis – Dunkerk
- Aline Bonetto a Anna Lynch-Robinson – Wonder Woman

### Nejlepší skladatel
Benjamin Wallfisch a Hans Zimmer – Blade Runner 2049
- Hans Zimmer – Dunkerk
- Alexandre Desplat – Tvář vody
- Michael Giacchino – Coco
- Carter Burwell – Tři billboardy kousek za Ebbingem

### Nejlepší mladý herec/mladá herečka
Brooklynn Prince – The Florida Project
- Jacob Tremblay – (Ne)obyčejný kluk
- Dafne Keen – Logan: Wolverine
- Millicent Simmonds – Okouzlení
- Sophia Lillis – To

### Nejlepší obsazení
Tři billboardy kousek za Ebbingem
- Akta Pentagon: Skrytá válka
- To
- Mudbound
- Dunkerk

### Nejlepší zachycení pohybu
Andy Serkis – Válka o planetu opic
- Dan Stevens – Kráska a zvíře
- Taika Waititi – Thor: Ragnarok
- Steve Zahn – Válka o planetu opic

### Nejlepší zobrazení Washingtonu, DC
Akta Pentagon: Skrytá válka
- Nepříjemné pokračování: Nebát se říct pravdu
- Poslední mise
- Mark Felt: The Man Who Brought Down the White House
- Spider-Man: Homecoming